# Ari Puheloinen
Ari Tapani Puheloinen, född 26 december 1951 i Taipalsaari, är en finländsk general. 
Han var försvarsmaktens kommendör från 2009 fram till pension 2014.

## Utmärkelser
- Militärens förtjänstmedalj,  1990[1]
- Riddartecknet av I klass av Finlands Lejons orden,  4 juni 1990[2]
- Kommendörstecknet av Finlands Lejons orden,  4 juni 1998[2]
- Kommendörstecknet av I klass av Finlands Vita Ros’ orden,  4 juni 2007[2]
- Storkorset av Finlands Vita Ros’ orden,  4 juni 2011[3]
- Kommendör med stjärna av Norska förtjänstorden,  2 mars 2012[4]
- 1:a graden av Örnkorsets orden,  9 maj 2014[5]
- Frihetskorsets storkors,  4 juni 2018[6]
- Reservistförbundet – Reservunderofficers-förbundets förtjänstkors med spänne[7]
- Kadettkårens förtjänstmedalj[7]
- Finlands Reservofficersförbunds förtjänstmedalj i guld[7]
- Försvarsgillenas förtjänstmedalj[7]
- Krigsinvalidernas förtjänstkors[7]
- Gränsbevakningsväsendets förtjänstkors[7]
- Förtjänstmedaljen för befolkningsskyddsarbete av 1. klass[7]
- Kommendör av Legion of Merit[7]
- Kommendör med stora korset av Nordstjärneorden[7]

[Redigera Wikidata]